# Tre Valli Varesine 1983
La Tre Valli Varesine 1983, sessantatreesima edizione della corsa, si svolse il 29 agosto 1983 su un percorso di 213 km. La vittoria fu appannaggio dell'italiano Alessandro Paganessi, che completò il percorso in 5h27'50", precedendo il connazionale Silvano Contini e lo svizzero Serge Demierre.

## Ordine d'arrivo (Top 10)
| Pos. | Corridore                | Squadra               | Tempo    |
| ---- | ------------------------ | --------------------- | -------- |
| 1    | Alessandro Paganessi     | Bianchi-Piaggio       | 5h27'50" |
| 2    | Silvano Contini          | Bianchi-Piaggio       | a 2"     |
| 3    | Serge Demierre           | Cilo-Aufina           | s.t.     |
| 4    | Gianbattista Baronchelli | Sammontana-Campagnolo | s.t.     |
| 5    | Stefan Mutter            | Eorotex-Magniflex     | s.t.     |
| 6    | Fiorenzo Aliverti        | Alfa Lum-Olmo         | s.t.     |
| 7    | Emanuele Bombini         | Malvor-Bottecchia     | s.t.     |
| 8    | Marino Lejarreta         | Alfa Lum-Olmo         | s.t.     |
| 9    | Álvaro Pino              | Gemeaz Cusin          | s.t.     |
| 10   | Franco Chioccioli        | Vivi-Benotto          | s.t.     |